# شمارشگر گود
شمارشگر گود (به انگلیسی: Well counter) دستگاهی است که برای سنجش واپاشی هسته‌ای و میزان پرتوفعالی یک نمونه برای مقادیر اندک یا ابعاد کوچک به کار گرفته می‌شود. در شمارشگر گود از یک سینتیلاتور از جنس سدیم یدید استفاده می‌شود. این دستگاه در سال ۱۹۵۱ توسط هل انگر ساخته شد که همچنین مخترع دوربین گاما نیز بوده‌است.

## سازوکار
این شمارشگر از این بابت گود خوانده می‌شود که نمونهٔ مورد اندازه‌گیری، در داخل دالانی عمودی و چاه‌مانند قرار می‌گیرد که دیوارهٔ آن را بلور سدیم یدید تشکیل داده‌است. این ساختمان باعث می‌شود تا حساسیت برای دریافت بیشینهٔ پرتو گامای ممکن افزایش بیابد.